# Neonatal Small Left Colon Syndrome
Das Neonatal Small Left Colon Syndrome (NSLCS) ist eine Kinderkrankheit. Es handelt sich um eine sehr seltene funktionelle Störung beim Neugeborenen mit zu kleinem Colon im absteigenden Schenkel (Colon descendens) mit abruptem Kalibersprung in Höhe der linken Biegung (Flexura coli sinistra). Es besteht in etwa 50 % eine Assoziation mit mütterlichem Diabetes mellitus.
Die Erstbeschreibung stammt aus dem Jahre 1974 durch W. S. Davis und Mitarbeiter. Dabei hatte er eine vermehrte Anzahl an unreifen Ganglienzellen gefunden.

## Ursache
Die Ursache ist nicht geklärt. Diskutiert werden:
- unreife Ganglienzellen
- Neuronale intestinale Dysplasie[5]
- mütterlicher Diabetes mellitus[6]
- neurohumorales Ungleichgewicht zwischen autonomem Nervensystem und Glucagon[7]

## Klinische Erscheinungen
Klinische Kriterien sind:
- Manifestation während der ersten 24–48 Lebensstunden
- Zeichen der intestinalen Obstruktion

Häufig handelt es sich um Kinder diabetischer Mütter.

## Diagnose
Die Diagnose ergibt sich aus klinischen und radiologischen Befunden, insbesondere aus dem Kolonkontrasteinlauf.

## Differentialdiagnostik
Auszuschließen sind:
- Mekoniumpfropfsyndrom
- Morbus Hirschsprung

## Therapie
Meistens ist bereits der diagnostische Einlauf auch therapeutisch. Innerhalb weniger Wochen normalisiert sich das Kolonkaliber in der Regel.